# 와일드 엔젤 (영화)
와일드 엔젤(The Wild Angels)은 미국에서 제작된 로저 코먼 감독의 1966년 영화이다. 피터 폰다 등이 주연으로 출연하였고 로저 코먼 등이 제작에 참여하였다.

## 출연

### 주연
- 피터 폰다
- 낸시 시나트라

### 조연
- 브루스 던
- 벅 테일러
- 노먼 알든
- 코비 덴톤

## 제작진
- 미술: 리온 에릭슨

## 같이 보기
- 엑스플로이테이션 영화